# Mighty Barrolle SA
El Mighty Barrolle Sports Association es un equipo de fútbol de Liberia que juega en la Premier League de Liberia, la liga de fútbol más importante del país.

## Historia
Fue fundado en 1964 y es un de los equipos fundadores del fútbol en Liberia y es el equipo con más campeonatos de liga con 13, al igual que su mayor rival el Invincible Eleven.
En este equipo comenzó su carrera el mejor futbolista de la historia de Liberia y uno de los mejores de África George Weah, cuando en su primera temporada en 1985-86 marcó 7 goles en 10 juegos.

## Palmarés
- Premier League de Liberia: 13

1967, 1972, 1973, 1974, 1986, 1988, 1989, 1993, 1995, 2001, 2004, 2006, 2009
- Copa de Liberia: 8

1974, 1978, 1981, 1983, 1984, 1985, 1986, 1995, 2000

## Participación en competiciones de la CAF
| Temporada | Torneo                            | Ronda      | Club                   | Casa  | Visita | Global |
| --------- | --------------------------------- | ---------- | ---------------------- | ----- | ------ | ------ |
| 1968      | Copa Africana de Clubes Campeones | 1          | Conakry II             | 1-2   | dq1    | 1-2    |
| 1973      | Copa Africana de Clubes Campeones | 1          | ASEC Mimosas           | 1-3   | 1-2    | 2-5    |
| 1974      | Copa Africana de Clubes Campeones | 1          | ASEC Mimosas           | 0-0   | 0-2    | 0-2    |
| 1975      | Recopa Africana                   | 1          | Stella Club d'Adjamé   | 0-1   | 0-1    | 0-2    |
| 1982      | Recopa Africana                   | 1          | ASF Police             | 0-0   | 0-1    | 0-1    |
| 1984      | Recopa Africana                   | Preliminar | Banjul Hawks           | 3-0   | 0-0    | 3-0    |
| 1984      | Recopa Africana                   | 1          | AS Vita Club           | 2-1   | 1-3    | 3-4    |
| 1985      | Recopa Africana                   | 1          | Asante Kotoko          | 1-0   | 0-3    | 1-3    |
| 1986      | Recopa Africana                   | 1          | Union Douala           | 0-0   | 2-1    | 2-1    |
| 1986      | Recopa Africana                   | 2          | Foadan FC              | 3-2   | 0-2    | 3-4    |
| 1987      | copa Africana de Clubes Campeones | 1          | Horoya AC              | 2-1   | 0-0    | 2-1    |
| 1987      | copa Africana de Clubes Campeones | 2          | Africa Sports National | 1-1   | 1-2    | 2-3    |
| 1988      | Recopa Africana                   | 1          | Ranchers Bees          | 1-1   | 1-4    | 2-5    |
| 1989      | Copa Africana de Clubes Campeones | 1          | Iwuanyanwu Nationale   | 0-0   | 1-4    | 1-4    |
| 1990      | Copa Africana de Clubes Campeones | Preliminar | Dragons FC de l'Ouémé  | 3-0   | 0-0    | 3-0    |
| 1990      | Copa Africana de Clubes Campeones | 1          | Raja Casablanca        | 2-1   | 0-2    | 2-3    |
| 1994      | Copa Africana de Clubes Campeones | Preliminar | AC Semassi FC          | w.o.2 | w.o.2  | w.o.2  |
| 1996      | Copa Africana de Clubes Campeones | Preliminar | Toffa                  | w.o.3 | 0-0    | 0-0    |
| 1996      | Copa Africana de Clubes Campeones | 1          | CS Sfaxien             | w.o.2 | w.o.2  | w.o.2  |
| 1997      | Copa CAF                          | 1          | Jasper United          | dq4   | dq4    | dq4    |
| 2007      | Liga de Campeones de la CAF       | Preliminar | Séwé Sports            | 1-0   | 1-3    | 2-3    |
| 2009      | Copa Confederación de la CAF      | Preliminar | SO Armée               | 0-2   | 1-2    | 1-4    |
| 2011      | Liga de Campeones de la CAF       | Preliminar | Kano Pillars           | 1-2   | 0-1    | 1-3    |

1- Mighty Barrolle fue descalificado luego de que la FIFA suspendiera a Liberia.

2- Mighty Barrolle abandonó el torneo.

3- Toffa abandonó el torneo.

4- Mihty Barrolle fue descalificado por no entregar los permisos de los jugadores para el torneo.